# Ebenthal (Baixa Áustria)
Ebenthal é um município da Áustria localizado no distrito de Gänserndorf, no estado de Baixa Áustria.